# Hana Mareghni
Hana Mareghni (đôi khi đánh vần là Marghani hoặc Mergheni; sinh ngày 4 tháng 5 năm 1989 tại Tunis) là một Judoka người Tunisia. Cô đã tham dự Thế vận hội Mùa hè 2012 trong sự kiện -78 kg và thua trận trước Mayra Aguiar.
Tại Đại hội Thể thao toàn châu Phi 2011, Hana đã giành được huy chương vàng.